# Oscar honorífic
L'Oscar honorífic o Premi d’Honor de l’Acadèmia (Academy Honorary Award), creat l'any 1948 a la 21a edició (anteriorment era anomenat Premi Especial), és atorgat per la Junta de govern de l'Acadèmia de les Arts i les Ciències Cinematogràfiques per celebrar els èxits de pel·lícules que no estan coberts pels Oscars.
El Premi d'Honor de l'Acadèmia es dona per honorar l'extraordinària aportació en la seva carrera i les contribucions excepcionals al cinema, o per serveis destacats a l'Acadèmia. Es dona segons criteri de la Junta de Govern i no necessàriament cada any, tot i que l’últim any que no es va atorgar va ser el 1987. A menys que s'especifiqui el contrari, els destinataris del Premi d'Honor reben les mateixes estatuetes d’or que els guanyadors dels Oscar. El Premi d'Honor també pot adoptar la forma de medalla, certificat o qualsevol altre disseny elegit per l’Acadèmia. La medalla John A. Bonner, atorgada pel destacat servei i dedicació en la defensa dels alts estàndards de l'Acadèmia, es considera un premi honorari. En general es dona en la presentació anual dels premis tècnics de l’Acadèmia, un sopar cerimònia separat de la cerimònia de la televisió. A diferència del Premi d'Honor, hi ha l'Oscar per una contribució especial (Academy Special Achievement Award) creat el 1972, atorgat només pels seus merits en la pel·lícula que compleix els requisits de l'Acadèmia. Tant l'un com l'altre, aquests premis han servit per premiar importants èxits de l'any que no encaixen en les categories existents, normalment en honor dels èxits excepcionals d’una carrera, contribucions a la indústria cinematogràfica, i al servei de l'Acadèmia.
El Premi d'Honor no és un reconeixement d’una carrera, però se sol donar per a una vida dedicada al cinema com és el cas del director polonès Andrzej Wajda el 1999, per exemple, o Elia Kazan l'any anterior [1998].
El Premi d'Honor també es pot concedir per un servei excepcional a l'Acadèmia. L'última vegada que això va passar va ser el 1979, quan una estatueta Oscar es va lliurar al Governador de l'Acadèmia Hal Elías, que havia servit més d'un quart de segle a la Junta de Govern.

## Destinataris
Es detalla l'any o els anys en què els destinataris del Premi especial i el Premi Honorífic va rebre els guardons i les cerimònies anuals de l'Acadèmia a què es refereixen.

### 1920
- 1927/28 (1a cerimònia) - Warner Bros. - per produir The Jazz Singer [1927], pionera en el cinema sonor, que va revolucionar la indústria del cinema. [estatueta]. (Premi Especial)[3]
- 1927/28 (1a cerimònia) - Charles Chaplin - per actuar, escriure, dirigir i produir The Circus [1928]. [estatueta]. (Atesa l'eliminació dels concursos en els quals havia estat nominada en els apartats competitius, l'Acadèmia va donar a Chaplin aquest Premi Especial perquè, com va escriure a ell, els seus èxits col·lectius, a The Circus mereixen un apartat  per si sol).[4])
- 1928/29 (2a cerimònia) - [no es van atorgar premis]
- 1929/30 (3a cerimònia) - [no es van atorgar premis]

### 1930
- 1930/31 (4a cerimònia) - [no es van atorgar premis]
- 1931/32 (5a cerimònia) - Walt Disney - per la creació de Mickey Mouse. [estatueta]. (Premi especial)
- 1932/33 (6a cerimònia) - [No hi va haver cerimònia l'any 1933 a causa d'un canvi de períodes de qualificació, la cerimònia de lliurament de premis del període que abraça 1932 i 1933 es va celebrar l'any 1934; no Premis Especials.]
- 1934 (7a cerimònia) - Shirley Temple - reconeixement agraït de la seva destacada contribució a l'entreteniment durant l'any 1934. [Estatueta en miniatura]. (Premi Especial)
- 1935 (8a cerimònia) - David Wark Griffith - pels seus èxits creatius com a director i productor i a la seva inestimable iniciativa i contribució duradora pel progrés del cinema. [estatueta]. ( Premi Especial )
- 1936 (9a cerimònia) - March of Time - per la seva importància pel cinema i per haver revolucionat una de les més importants branques de la indústria - els noticiaris. (Premi Especial)
- 1936 (9a cerimònia) - W. Howard Greene i Harold Rosson - per la fotografia en color de la Selznick International Pictures, a The Garden of Allah. [placa]. (Premi Especial)
- 1937 (10a cerimònia)- Edgar Bergen - per la seva destacada creació de la comèdia, Charlie McCarthy. [estatueta de fusta, amb boca que es mou]. (Premi Especial)
- 1937 (10a cerimònia)- Museum of Modern Art Biblioteca de cinema - per la seva important tasca en la recollida de pel·lícules des de 1895 fins a l'actualitat i per primera vegada posada a disposició al públic per poder estudiar el desenvolupament històric i estètica del cinema com un dels principals arts. [certificat].  (Premi Especial)
- 1937 (10a cerimònia)- Mack Sennett - per la seva contribució duradora a la comèdia tècnica de la pantalla, els principis bàsics dels quals són tan importants avui com quan es va posar en pràctica, l'Acadèmia lliura un Premi Especial a aquest mestre de la diversió, descobridor d'estrelles, simpatia, amabilitat, la comprensió del geni de la comèdia - Mack Sennett.  [estatueta]. ( Premi Especial )
- 1937 (10a cerimònia)- W. Howard Greene - pel color de la fotografia de A Star Is Born. (aquest premi va ser recomanat per un comitè de destacats cineastes després de veure totes les fotos en color fetes durant l'any.) [Placa] . (Premi Especial)
- 1938 (11a cerimònia) - Walt Disney - per a La Blancaneu i els set nans (1937), reconeguda com una gran innovació de la pantalla, que ha encantat milions i ha estat pionera d'un nou camp d'entreteniment en el cinema de dibuixos animats. [i una estatueta set estatuetes en miniatura una base de reforçar]. (Premi Especial)
- 1938 (11a cerimònia) - J. Arthur Ball - per les seves destacades contribucions al progrés de la fotografia en color. (Premi Especial)
- 1938 (11a cerimònia) - Harry Warner - en reconeixement de servei patriòtic en la producció de temes curts històrics, presentant importants episodis de la primera lluita del poble per llibertat. [certificat].  (Premi Especial)
- 1938 (11a cerimònia) - Gordon Jennings (efectes especials), Jan Domela (assistent d'efectes especials), Devereaux Jennings (assistent d'efectes especials), Irmin Roberts (assistent d'efectes especials), Art Smith (assistent d'efectes especials), Farciot Edouart (transparències), Loyal Griggs (ajudant de transparències), Loren L. Ryder (efectes de so), Harry D. Mills (assistent d'efectes de so), Louis Mesenkop (assistent d'efectes de so), Walter Oberst (assistent d'efectes de so) - Per l'assoliment excepcional en la creació de fotografies especials i efectes de so a la productora Paramount,.... [placa]. (Premi Especial)
- 1938 (11a cerimònia) - Oliver T. Marsh i Allen M. Davey - el color de la fotografia de la productora Metro-Goldwyn-Mayer producció, Sweethearts. [placa].  (Premi Especial)
- 1939 (12a cerimònia) - La Technicolor Company - per les seves contribucions en l'èxit de les tres característiques de producció de color a la pantalla. [Estatueta].
- 1939 (12a cerimònia) - A la Motion Picture Relief Fund - reconeixement dels eminents serveis a la indústria durant l'any passat de la Motion Picture Relief Fund pel seu lideratge progressista. Lliurada a Jean Hersholt, President; Ralph Morgan, President del Comitè Executiu; Ralph Block, Primer Vicepresident; i Conrad Nagel. [placa].
- 1939 (12a cerimònia) - Douglas Fairbanks -  reconeixement de la singular i destacada contribució de Douglas Fairbanks, primer president de l'Acadèmia, pel desenvolupament internacional del cinema. [Estatueta] . (Premi commemoratiu)
- 1939 (12a cerimònia) - William Cameron Menzies - pel seu destacat èxit en l'ús del color que millora l'esperit dramàtic d'ànim en la producció d'Allò que el vent s'endugué. [placa].

### 1940
- 1940 (13a cerimònia) - Bob Hope -  en reconeixement dels seus serveis desinteressats a la Indústria del cinema. [placa d'argent especial].
- 1940 (13a cerimònia) - Nathan Levinson -  pel seu servei excepcional a la indústria i a l'exèrcit dels Estats Units durant els nou anys passats, que ha fet possible la mobilització eficient de les instal·lacions de la indústria del cinema per a la formació de l'exèrcit [estatueta].
- 1941 (14a cerimònia) - Walt Disney, William Garity, John N. A. Hawkins, i la RCA Manufacturing Company – per la seva contribució excepcional a l'avenç de l'ús de so en el cinema durant la producció de Fantasia. [certificat de mèrit].
- 1941 (14a cerimònia) - Leopold Stokowski i els seus socis -  per la seva consecució en la creació d'una forma nova de música, visualitzada en la producció de Walt Disney, Fantasia, que així eixampla l'abast del cinema com a diversió i com a forma d'art. [certificat de mèrit].
- 1941 (14a cerimònia) - Rey Scott - per la seva consecució extraordinària produint Kukan, la pel·lícula de la guerra a la Xina, incloent-hi la seva fotografia amb càmeres de 16 mm sota les condicions més difícils i perilloses. [certificate of merit].[5]
- 1941 (14a cerimònia) - Ministeri Britànic d'Informació per la seva vívida i dramàtica presentació de l'heroisme de la RAF en el documental,Target for Tonight. [certificat de mèrit].
- 1942 (15a cerimònia) - Charles Boyer - per la seva aportació cultural establint la French Research Foundation a Los Angeles, California com a font de referència per la indústria del cinema de Hollywood [certificat de mèrit].
- 1942 (15a cerimònia) - Noël Coward - per la seva producció excepcional a Sang, suor i llàgrimes. [certificat de mèrit].
- 1942 (15a cerimònia) - Metro-Goldwyn-Mayer – per a la seva contribució representant la American Way of Life a la producció de la sèrie de pel·lícules Andy Hard. [certificat de mèrit].
- 1943 (16a cerimònia) - George Pal - pel desenvolupament de mètodes novel·lístics i tècniques en la producció de temes curts, coneguts com a Puppetoons. [placa; canviada per estatueta el 1967].
- 1944 (17a cerimònia) - Bob Hope - pels seus molts serveis a l'Acadèmia.[6]
- 1944 (18a cerimònia) - Margaret O'Brien - excepcional actriu infantil 1944. [Estatueta en miniatura]. (Premi Especial)
- 1945 (18a cerimònia) - Per Republic Studio, Daniel J. Bloomberg i el Republic Studio Sound Department per la construcció d'un auditori musical que estableix les condicions de gravació òptima i combina tots els elements d'acústica i de disseny d'enginyeria. [certificat].  [Presentat en 1946.]
- 1945 (18a cerimònia) - Walter Wanger - per als seus sis anys de servei com a President de l'Acadèmia de les Arts i les Ciències Cinematogràfiques [Placa especial].
- 1945 (19a cerimònia) - Peggy Ann Garner - excepcional actriu infantil de 1945. [Estatueta en miniatura]. (Premi Especial) [presentat el 1947.]
- 1946 (19a cerimònia) - Harold Russell - per portar l'esperança i valentia als seus companys veterans per la seva aparició a Els millors anys de la nostra vida[ Premi Especial]. [estatueta].
- 1946 (19a cerimònia) - A The House I Live In, - produïda per Frank Ross i Mervyn LeRoy; dirigida per Mervyn LeRoy; guió d'Albert Maltz; cançó The House I Live In, música d'Earl Robinson, lletra d'Abel Meeropol, protagonitzada per Frank Sinatra, distribuïda per RKO Radio. [certificat].
- 1946 (19a cerimònia) - Laurence Olivier - pel seu èxit com a actor, productor i director a Henry V. [estatueta].
- 1946 (19a cerimònia) - Ernst Lubitsch - per la seva distingida contribució a l'art del cinema. [Certificat].
- 1946 (19a cerimònia) - Claude Jarman, Jr. - excel·lent actor infantil de 1946. [Estatueta en miniatura]. (Premi Especial)
- 1947 (20a cerimònia) - James Baskett - pel seu poder i caracterització d'oncle Remus, amic i explicador d'històries als nens del món a Song of the South de Walt Disney. [estatueta]. (Premi Especial)[7]
- 1947 (20a cerimònia) - Thomas Armat, William Selig, Albert E. Smith, i George Kirke Spoor - membres del petit grup de pioners que van creure en un nou mitjà, i les contribucions per al seu desenvolupament, obert el sender al llarg del qual el cinema ha avançat, des de la foscor a la fama en tot el món. [estatueta] .
- 1947 (20a cerimònia) - A la pel·lícula Bill and Coo, en el qual l'art i paciència es barregen en una visió àmplia dels ocells, com a protagonistes del film. [Placa; substituïda amb estatueta el 1976] .
- 1947 (20a cerimònia) - A Sciuscià (Itàlia) - la gran qualitat d'aquest cinema, amb l'eloqüent vida en un país marcat per la guerra, és una prova al món que l'esperit creatiu pot triomfar sobre l'adversitat. [estatueta].  (Premi Especial).[8] L'Acadèmia va presentar set especials o d'honor en llengua estrangera abans d'establir oficialment la categoria el 1956. El primer premi va recaure en La strada.
- 1948 (21a cerimònia) - Walter Wanger - per serveis distingits a la indústria en afegir a la seva estatura moral en la comunitat mundial per la seva producció Joan of Arc. [estatueta].
- 1948 (21a cerimònia) - A Monsieur Vicent França - votat per la Junta de Governadors de l'Acadèmia a la pel·lícula més destacada en idioma estranger durant 1948. [estatueta].  (Premi especial a la pel·lícula en llengua estrangera)
- 1948 (21a cerimònia) - Sid Grauman - mestre showman, que va aixecar el nivell d'exhibició del cinema. [Estatueta].
- 1948 (21a cerimònia) - Adolph Zukor - un home que ha estat anomenat el pare del cinema a Amèrica, pels seus serveis a la indústria durant quaranta anys. [estatueta].
- 1948 (21a cerimònia) - Jean Hersholt - en reconeixement del seu servei a l'Acadèmia durant quatre mandats com a president. [Estatueta sobre una base quadrada de fusta].
- 1949 (22a cerimònia) - Fred Astaire - pel seu art singular i les seves contribucions a la tècnica d'imatges musicals. [Estatueta].
- 1949 (22a cerimònia) - Cecil B. DeMille - distingit per ser pioner del cinema durant 37 anys de brillant espectacle. [Estatueta].
- 1949 (22a cerimònia) - A El lladre de bicicletes  (Itàlia)] - votat per la Junta de Governadors de l'Acadèmia com la pel·lícula en llengua estrangera més destacada durant 1949. [estatueta]. (Premi especial a la pel·lícula en llengua estrangera)

### 1950
- 1950 (23a cerimònia) - Louis B. Mayer - per serveis distingits a la indústria cinematogràfica. [Estatueta].
- 1950 (23a cerimònia) - George Murphy - pels seus serveis en la indústria del cinema en general. [Estatueta].
- 1950 (23a cerimònia) - A Le mura di Malapaga [França / Itàlia] - votat per la Junta de Governadors com la pel·lícula en llengua estrangera més destacada als Estats Units el 1950. [estatueta].
- 1951 (24a cerimònia) - Gene Kelly - en reconeixement de la seva versatilitat com a actor, cantant, ballarí i director, i específicament pels seus èxits brillants en l'art de la coreografia en el cinema. [estatueta].
- 1951 (24a cerimònia) - A Rashomon [Japó] - votat per la Junta de Governadors com la pel·lícula en llengua estrangera més destacada als Estats Units el 1951. [estatueta].
- 1952 (25a cerimònia) - Merian C. Cooper - per les seves nombroses innovacions i contribucions a l'art del cinema. [Estatueta].
- 1952 (25a cerimònia) - Bob Hope - per la seva contribució a la rialla del món, el seu servei a la indústria cinematogràfica, i la seva dedicació a la premissa d'Amèrica. [Estatueta ] .
- 1952 (25a cerimònia) - Harold Lloyd - mestre comediant i bon ciutadà. [Estatueta].
- 1952 (25a cerimònia) - George Alfred Mitchell - pel disseny i el desenvolupament de la càmera que porta el seu nom i per la seva presència dominant en el camp de la cinematografia. [estatueta].
- 1952 (25a cerimònia) - Joseph M. Schenck - per molts i distingits serveis a la indústria cinematogràfica. [Estatueta].
- 1952 (25a cerimònia) - A Jeux interdits [França] - Millor pel·lícula en llengua estrangera als Estats Units el 1952. [estatueta]. (Premi honorari a la pel·lícula en llengua estrangera)
- 1953 (26a cerimònia) - 20th Century-Fox - en reconeixement de la seva imaginació, teatralitat i prospectiva en la introducció del procés revolucionari conegut com a Cinemascope. [estatueta].
- 1953 (26a cerimònia) – Companyia Böwe Bell & Howell - per la seva feina pionera i èxits fonamentals en l'avanç de la indústria cinematogràfica. [Estatueta].
- 1953 (26a cerimònia) - Joseph Breen - per la seva consciència, de ment oberta i que ha dignificat el Codi de Producció Cinematogràfica. [Estatueta ] .
- 1953 (26a cerimònia) - Pete Smith (productor) - per les seves enginyoses i picants observacions sobre l'escena d'Amèrica en la seva sèrie de Pete Smith Specialties. [estatueta].
- 1954 (27a cerimònia) - Bausch & Lomb Optical Company - Per les seves contribucions a la promoció de la indústria cinematogràfica. [Estatueta].
- 1954 (27a cerimònia) - Danny Kaye - pel seu singular talent, el seu servei a l'Acadèmia, la indústria cinematogràfica, i el poble americà. [Estatueta].
- 1954 (27a cerimònia) - Kemp R. Niver - pel desenvolupament del Renovare Process que va fer possible la restauració de la Biblioteca del Congrés [estatueta].
- 1954 (27a cerimònia) - Greta Garbo - per les seves actuacions inoblidables. [Estatueta].
- 1954 (27a cerimònia) - John Whitley - per la seva destacada actuació juvenil a The Little Kidnappers. [estatueta en miniatura].
- 1954 (27a cerimònia) - Vincent Winter - per la seva destacada actuació juvenil a The Little Kidnappers. [estatueta en miniatura].
- 1954 (27a cerimònia) - A Jigokumon [Japó] - Millor pel·lícula en llengua estrangera als Estats Units el 1954. [Estatueta] .
- 1955 (28a cerimònia) - A Samurai, La llegenda de Musashi [Japó] - Millor pel·lícula en llengua estrangera als Estats Units el 1955. [Estatueta] .
- 1956 (29a cerimònia) - Eddie Cantor - per serveis distingits a la indústria del cinema. [estatueta].
- 1957 (30a cerimònia) - Society of Motion Picture i Television Engineers (SMPTE) - per les seves contribucions a la promoció de la indústria cinematogràfica. [Estatueta].
- 1957 (30a cerimònia) - Gilbert M. (Broncho Billy) Anderson- pioner del cinema, per les seves contribucions al desenvolupament del cinema com entreteniment. [estatueta].
- 1957 (30a cerimònia) - Charles Brackett - pel seu destacat servei a l'Acadèmia. [Estatueta].
- 1957 (30a cerimònia) - B. B. Kahane - per serveis distingits a la indústria cinematogràfica. [Estatueta].
- 1958 (31a cerimònia) - Maurice Chevalier - per les seves contribucions al món de l'entreteniment durant més de mig segle. [Estatueta].
- 1959 (32a cerimònia) - Buster Keaton -  pel seu singular talent que ha immortalitzat comèdies a la pantalla. [Estatueta].
- 1959 (32a cerimònia) - Lee De Forest - per les seves invencions pioneres que va portar el so al cinema. [Estatueta].

### 1960
- 1960 (33a cerimònia) - Gary Cooper - per les seves nombroses memorables actuacions a la pantalla i el reconeixement internacional que, individualment, s'ha guanyat a la indústria cinematogràfica. [Estatueta].
- 1960 (33a cerimònia) - Stan Laurel - per la seva creació pionera en el camp del cinema de comèdia. [Estatueta].
- 1961 (34a cerimònia) - Fred L. Metzler - per la seva dedicació i un servei excepcional a l'Acadèmia de les Arts i les Ciències Cinematogràfiques [Estatueta].
- 1961 (34a cerimònia) - Jerome Robbins - pels seus brillants èxits en l'art de la coreografia al cinema. [Estatueta].
- 1961 (34a cerimònia) - William L. Hendricks - pel seu destacat servei patriòtic en la concepció, escriptura i producció de la pel·lícula sobre la Infanteria de Marina,A Force in Readiness, que ha portat honor a l'Acadèmia i a la indústria cinematogràfica. [estatueta].
- 1962 (35a cerimònia) - [no es van atorgar premis]
- 1963 (36a cerimònia) - [no es van atorgar premis]
- 1964 (37a cerimònia) - William Tuttle -  pel seu destacat maquillatge a 7 Faces of Dr. Lao. [estatueta].
- 1965 (38a cerimònia) - Bob Hope - per l'únic i distingit servei a la nostra indústria i l'Acadèmia. [Medalla d'or].
- 1966 (39a cerimònia) - Yakima Canutt - pels èxits com a doble i per al desenvolupament de dispositius de seguretat per protegir els dobles a tot arreu. [Estatueta].
- 1966 (39a cerimònia) - Y. Frank Freeman - pel servei excepcional a l'Acadèmia durant els seus trenta anys a Hollywood. [Estatueta].
- 1967 (40a cerimònia) - Arthur Freed - per serveis distingits a l'Acadèmia i la producció de sis transmissions dels Premis. [Estatueta].
- 1968 (41a cerimònia) - John Chambers - pel seu destacat èxit pel maquillatge a El planeta dels simis (1968). [estatueta].
- 1968 (41a cerimònia) - Onna White – pel seu èxit amb la coreografia d'Oliver!. [estatueta] .
- 1969 (42a cerimònia) - Cary Grant - pel seu excepcional domini de la tècnica a la pantalla actuant amb el respecte i afecte dels seus col·legues. [Estatueta].

### 1970

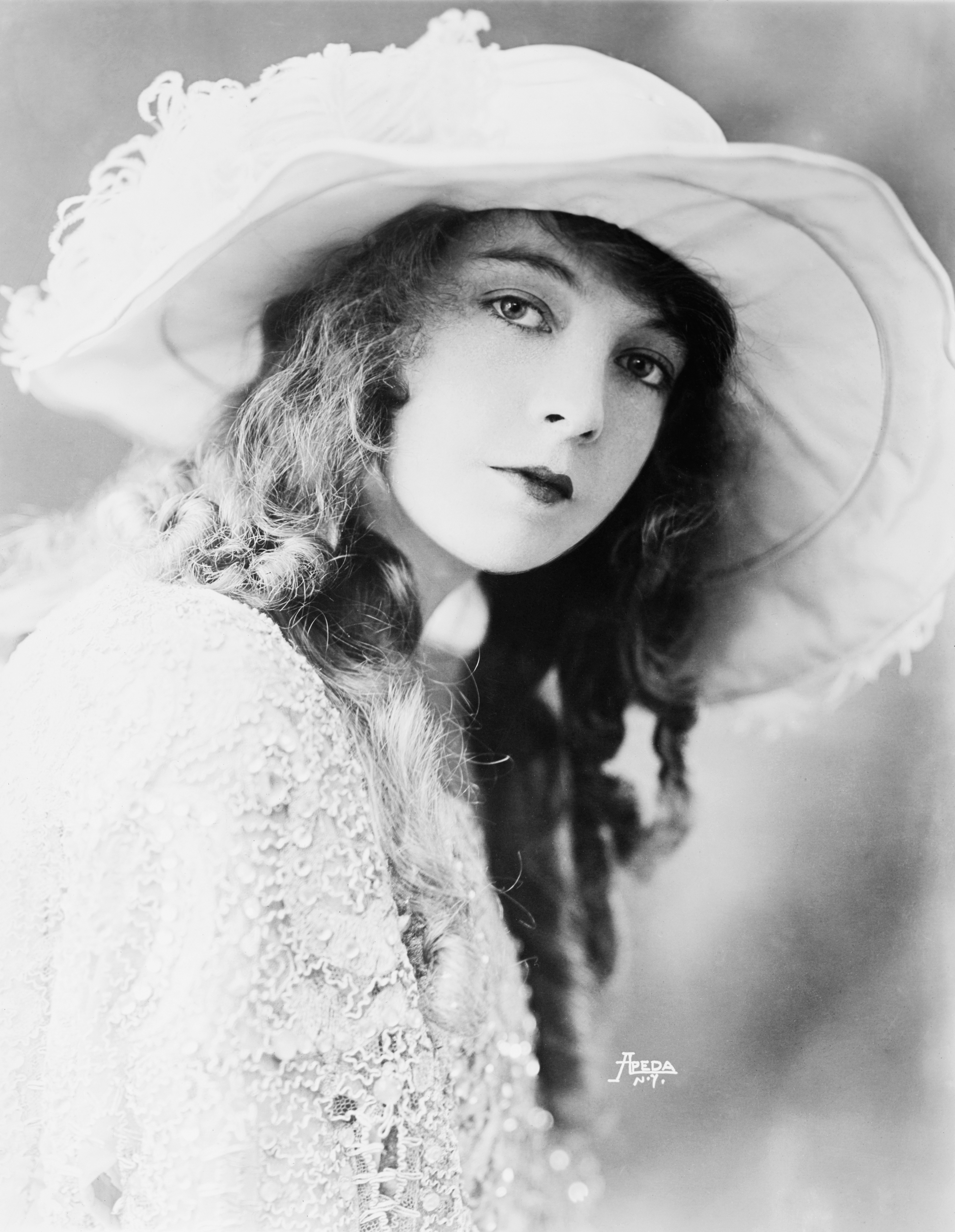
Lillian Gish, que va començar a treballar al cinema mut el 1912 li van atorgar un Premi honorífic l'any 1970

- 1970 (43a cerimònia) - Lillian Gish -  pel talent superlatiu i per la contribució distingida al progrés del cinema. [estatueta].
- 1970 (43a cerimònia) - Orson Welles -  pel talent superlatiu i versatilitat en la creació de pel·lícules. [estatueta].
- 1971 (44a cerimònia) - Charles Chaplin -  per l'efecte incalculable que ha tingut el seu cinema en l'art d'aquest segle. [estatueta].
- 1972 (45a cerimònia) - Charles S. Boren -  Líder durant 38 anys de les relacions laborals de la indústria i arquitecte de la seva política de no-discriminació. Amb el respecte i afecte de tothom que treballa en el cinema. [estatueta].
- 1972 (45a cerimònia) - Edward G. Robinson - que va aconseguir la grandesa com a intèrpret, un patró de les arts i un ciutadà dedicat... en suma, un home del Renaixement. Dels seus amics en la indústria que l'estimen. [estatueta].[9]
- 1973 (46a cerimònia) - Groucho Marx -  en reconeixement de la seva brillant creativitat per a les obres dels Germans Marx en l'art del cinema comic. [estatueta].
- 1973 (46a cerimònia) - Henri Langlois - per la seva dedicació a l'art del cinema, les seves contribucions conservant el seu passat i la seva fe inconcussa en el seu futur. [estatueta].
- 1974 (47a cerimònia) - Howard Hawks - Un mestre americà del cinema, els esforços creatius del qual tenen un lloc distingit en cinema mundial. [estatueta].
- 1974 (47a cerimònia) - Jean Renoir - un geni que, amb gràcia, responsabilitat i dedicació envejable a través del cinema mut, cinema sonor, televisió i documentals, s'ha guanyat l'admiració del món. [estatueta].
- 1975 (48a cerimònia) - Mary Pickford - en reconeixement de les seves contribucions úniques a la indústria del cinema i el seu desenvolupament com a medi artístic. [estatueta].
- 1976 (49a cerimònia) - [cap premi en aquesta categoria]; tanmateix el premi de reconeixement especial pels efectes visuals es va concedir per a King Kong i  Logan's Run.
- 1977 (50a cerimònia) - Ben Burtt -  pels excepcionals efectes de so a  Star Wars. [estatueta].
- 1977 (50a cerimònia) - Margaret Booth -  per la seva contribució excepcional a l'art del muntatge en el cinema. [estatueta].
- 1978 (51a cerimònia) - Laurence Olivier - pel cos del seu treball, pels èxits únics de la seva carrera sencera i la seva vida de contribució a l'art del cinema. [estatueta].
- 1978 (51a cerimònia) - Museum of Modern Art, Departament de Cinema - per la contribució que ha fet en la percepció del públic del cinema com a forma d'art. [estatueta].
- 1978 (51a cerimònia) - Walter Lantz -  per portar riure i alegria a tot el món a través de les seves úniques pel·lícules animades. [estatueta].
- 1978 (51a cerimònia) - King Vidor -  pels seus èxits incomparables com a innovador i creador. [estatueta].
- 1979 (52a cerimònia) - Alec Guinness -  per l'art de representació a la pantalla a través de memorables i distingides actuacions. [estatueta].
- 1979 (52a cerimònia) - Hal Elias -  per la seva dedicació i servei distingit a l'Acadèmia de les Arts i les Ciències Cinematogràfiques. [estatueta].

### 1980
- 1980 (53a cerimònia) - Henry Fonda - consumat actor, en reconeixement dels seus brillants èxits i contribució duradora a la tècnica del cinema. [Estatueta].
- 1981 (54a cerimònia) - Barbara Stanwyck - per a la creativitat superlativa i contribució única a l'art de la pantalla. [Estatueta].
- 1982 (55a Cerimònia) - Mickey Rooney - en reconeixement dels seus 60 anys de versatilitat en una varietat de memorables actuacions. [Estatueta].
- 1983 (56a cerimònia) - Hal Roach - en reconeixement del seu incomparable registre de distingides contribucions al cinema com a forma d'art. [Estatueta].
- 1984 (57a cerimònia) - James Stewart - pels seus cinquanta anys d'actuacions memorables. Pels seus alts ideals, tant dintre com fora de la pantalla. Amb el respecte i afecte dels seus col·legues. [Estatueta].
- 1984 (57a cerimònia) - The National Endowment for the Arts - en reconeixement del seu 20è aniversari dedicat i el seu compromís de fomentar l'activitat creadora artística i l'excel·lència en cada àrea de les arts. [Estatueta].
- 1985 (58a cerimònia) - Alex North - en reconeixement del seu brillant art en la creació de música memorable per distingir una sèrie de pel·lícules. [Estatueta].
- 1985 (58a cerimònia) - Paul Newman - en reconeixement de les seves nombroses i memorables actuacions i per la seva integritat personal i dedicació al seu ofici. [Estatueta].
- 1986 (59a cerimònia) - Ralph Bellamy - pel seu singular art i el seu distingit servei a la professió d'actor.
- 1987 (60a Cerimònia) - [no es van atorgar premis]
- 1988 (61a cerimònia) - Eastman Kodak Company - en reconeixement de les contribucions fonamentals de la companyia durant el primer segle de la història del cinema. [Estatueta].
- 1988 (61a cerimònia) - National Film Board of Canada - en reconeixement del seu 50 aniversari i el seu compromís per l'activitat artística, creativa i tecnològica i excel·lir en cada àrea. [estatueta].
- 1989 (62a cerimònia) - Akira Kurosawa - pels èxits cinematogràfics que han inspirat, encantat, enriquit i entretingut audiències i realitzadors a tot el món. [Estatueta]

### 1990
- 1990 (63a cerimònia) - Sophia Loren -  un dels tresors genuïns del cinema mundial que, en una rica carrera amb actuacions memorables, ha afegit brillantor permanent a la nostra forma d'art. [estatueta].
- 1990 (63a cerimònia) - Myrna Loy -  en reconeixement de les seves qualitats extraordinàries a la pantalla i fora, amb afecte pel valor d'una vida d'actuacions indelebles. [estatueta].
- 1991 (64a cerimònia) - Satyajit Ray - en reconeixement del seu rar domini de l'art del cinema, i de la seva perspectiva humanitària profunda, que ha tingut una influència indeleble en realitzadors i en audiències per tot el món. [estatueta].
- 1992 (65a cerimònia) - Federico Fellini - en reconeixement dels seus èxits cinematogràfics que han emocionat i entretingut audiències a escala mundial. [estatueta].
- 1993 (66a cerimònia) - Deborah Kerr -  en reconeixement del valor d'una carrera plena d'elegants i belles actuacions. [estatueta].
- 1994 (67a cerimònia) - Michelangelo Antonioni - en reconeixement del seu lloc com un dels mestres de l'estilisme visual del cinema. [estatueta].
- 1995 (68a cerimònia) - Chuck Jones -per la creació de personatges de dibuixos animats, les vides animades dels quals han portat alegria durant més de mig segle. [estatueta].
- 1995 (68a cerimònia) - Kirk Douglas - per 50 anys com una força creativa i moral en la comunitat del cinema. [estatueta].
- 1996 (69a cerimònia) - Michael Kidd - en reconeixement dels seus serveis a l'art de la dansa a la pantalla. [estatueta].
- 1997 (70a cerimònia) - Stanley Donen - en reconeixement d'un conjunt de feina marcada er la gràcia, elegància, enginy i innovació visual. [estatueta].
- 1998 (71a cerimònia) - Elia Kazan - en reconeixement d'una llarga i distingida carrera sense paral·lelismes durant la qual ha influït la mateixa naturalesa de la realització a la seva creació d'obres mestres cinematogràfiques. [estatueta].[1]
- 1999 (72a cerimònia) - Andrzej Wajda - en reconeixement de cinc dècades d'extraordinària direcció de pel·lícules. [estatueta].[1]

### 2000
- 2000 (73a cerimònia) - Jack Cardiff - mestre de la llum i color. [estatueta].
- 2000 (73a cerimònia) - Ernest Lehman - en reconeixement d'un conjunt de variats i perdurables treballs. [Estatueta].
- 2001 (74a cerimònia) - Sidney Poitier - en reconeixement dels seus notables èxits com a artista i com un ésser humà. [Estatueta].
- 2001 (74a cerimònia) - Robert Redford - Actor, director, productor, creador del Festival de Cinema de Sundance, font d'inspiració per innovadors independents i realitzadors a tot arreu. [estatueta].
- 2002 (75a cerimònia) - Peter O'Toole - el seu notable talent ha aportat a la història del cinema alguns dels seus personatges més memorables. [Estatueta].
- 2003 (76a cerimònia) - Blake Edwards - en reconeixement dels seus guions, direcció i producció d'un extraordinari conjunt d'obres per la pantalla. [Estatueta].
- 2004 (77a cerimònia) - Sidney Lumet - en reconeixement dels seus brillants serveis a guionistes, actors i l'art del cinema. [Estatueta].
- 2005 (78a cerimònia) - Robert Altman - en reconeixement d'una carrera que ha reinventat la forma d'art i que ha inspirat realitzadors i públic per igual. [Estatueta].[10]
- 2006 (79a cerimònia) - Ennio Morricone - en reconeixement de la seva magnífica i polifacètica contribució a l'art del cinema. [Estatueta].
- 2007 (80a cerimònia) - Robert F. Boyle - en reconeixement d'una de les grans carreres en la direcció artística. [Estatueta].
- 2008 (81a cerimònia) - [no es van atorgar premis]
- 2009 (82a cerimònia) - Gordon Willis - per a un domini insuperable de la llum, l'ombra, el color i el moviment
- 2009 (82a cerimònia) - Lauren Bacall - en reconeixement del seu lloc central en l'Edat d'Or del cinema
- 2009 (82a cerimònia) - Roger Corman - pel seu ric engendrament de pel·lícules i cineastes[11]

### Dècada del 2010
- 2010 (83a cerimònia) - Eli Wallach - per a tota una vida de personatges inesborrables a la pantalla
- 2010 (83a cerimònia) - Jean-Luc Godard - per la passió; per l'enfrontament; per un nou tipus de cinema
- 2010 (83a cerimònia) - Kevin Brownlow - per la sàvia i entregada crònica de la passarel·la cinematogràfica
- 2011 (84a cerimònia) - Dick Smith - pel seu domini inigualable de la textura, l'ombra, la forma i la il·lusió
- 2011 (84a cerimònia) - James Earl Jones - pel seu llegat d'excel·lència constant i versatilitat poc comuna
- 2012 (85a cerimònia) - Hal Needham - un pioner en la millora de la tecnologia d'acrobàcies i els procediments de seguretat
- 2012 (85a cerimònia) - D. A. Pennebaker - ha inspirat generacions de cineastes amb el seu estil. És considerat un dels fundadors del moviment cinéma vérité
- 2012 (85a cerimònia) - George Stevens, Jr. - Un campió incansable de les arts a Amèrica i sobretot la més americana de les arts: el cinema de Hollywood
- 2013 (86a cerimònia) - Angela Lansbury - una icona de l'entreteniment que ha creat alguns dels personatges més memorables del cinema, inspirant generacions d'actors
- 2013 (86a cerimònia) - Steve Martin - en reconeixement dels seus talents extraordinaris i a la inspiració única que ha aportat a l'art del cinema
- 2013 (86a cerimònia) - Piero Tosi - un visionari els dissenys de vestuari incomparables del qual van donar forma a l'art viu en pel·lícules atemporals
- 2014 (87a cerimònia) - Maureen O'Hara - una de les estrelles més brillants de Hollywood, les actuacions inspiradores de la qual brillaven amb passió, calidesa i força
- 2014 (87a cerimònia) - Jean-Claude Carrière - A Jean-Claude Carrière, els guions elegants del qual eleven l'art de l'escriptura de guions al nivell de la literatura
- 2014 (87a cerimònia) - Hayao Miyazaki - ha influït profundament en l'animació inspirant generacions d'artistes a treballar en el nostre mitjà i il·luminar el seu potencial il·limitat.
- 2015 (88a cerimònia) - Spike Lee - Gena Rowlands i Debbie Reynolds
- 2016 (89a cerimònia) - Jackie Chan - Lynn Stalmaster - Anne V. Coates - Frederick Wiseman
- 2017 (90a cerimònia) - Charles Burnett - Owen Roizman - Donald Sutherland - Agnès Varda
- 2018 (91a cerimònia) - Marvin Levy - Lalo Schifrin - Cicely Tyson
- 2019 (92a cerimònia) - David Lynch - Wes Studi - Lina Wertmüller

### 2020
- 2020 (93a cerimònia) - [no es van atorgar premis]
- 2021 (94a cerimònia) - Samuel L. Jackson - Elaine May - Liv Ullmann
- 2022 (95a cerimònia) - Michael J. Fox[12] - Euzhan Palcy - Diane Warren - Peter Weir[13]
- 2023 (96a cerimònia) - Angela Bassett - Mel Brooks - Carol Littleton